# Mauro D'Alay
Mauro D'Alay (o D'Alai, Allais, Allaglio), detto Maurino o Il Maurini (Parma, 1687 circa – Parma, 11 febbraio 1757) è stato un violinista e compositore italiano.

## Biografia
Fu attivo come violinista presso la Cappella reale di Spagna dal 1725 al 1728 e la Basilica di Santa Maria della Steccata di Parma dal 1729 al 1739.

## Opere
- XII concerti a violino principale, violino primo e secondo, alto viola, violoncello e cimbalo, Op. 1 (Amsterdam, Michel-Charles Le Cène, 1725);
- Cantate a voce sola e suonate a violino solo col basso (Londra, s.e., 1728);